# Societatea Gimnastică Sibiu
Societatea de Gimnastică Sibiu (în germană Hermannstädter Turnverein - HATV) a fost un club sportiv german cu sediul în Sibiu. La acea vreme orașul făcea parte din Austro-Ungaria și după aceea parte din România.

## Istorie
Societatea de Gimnastică din Sibiu a fost înființat la 30 octombrie 1862 și a avut ca scop educația tinerilor. Cu un decret din 1865, gimnastica școlară era materie obligatorie, astfel că de la acea dată Societatea de Gimnastică din Sibiu a funcționat inițial aproape exclusiv ca club academic. Din aproximativ 1870 au început operațiunile de scrimă și în 1891 Societatea de Gimnastică din Sibiu și-a schimbat numele în Clubul de Gimnastică Masculin Sibiu (în germană Hermannstädter Mensch Turnverein). Din 1890 Turnfeste(evenimente sportive) s-au organizat cu regularitate, iar interesul lor general a dus la crearea unei echipe feminine la gimnastică de fete în septembrie 1896.
În 1897, ei revin la numele de Hermannstädter Turnverein (în germană).
În 1903 au fost desfășurate primele meciuri de tenis de către Societatea de Gimnastică din Sibiu. Până la izbucnirea Primului Război Mondial a fost o asociație sportivă plină de viață. Activitatea s-a reluat abia în ianuarie 1919.
| Nume                                                                        | Perioada  |
| Hermannstädter Turnverein - HATV/ Societatea de Gimnastică Sibiu - SG Sibiu | 1862–1891 |
| Hermannstädter Mensch Turnverein/ Clubul de Gimnastică Masculin Sibiu       | 1891–1897 |
| Hermannstädter Turnverein- HATV/ Societatea de Gimnastică Sibiu - SG Sibiu  | 1897–1945 |

În primăvara anului 1919 au avut loc primele meciuri de fotbal la Sibiu.
Au jucat patru sezoane în Finala Campionatului Român de Fotbal, iar cea mai bună performanță este disputarea în finala din  1930-31. Au pierdut finala împotriva  UD Reșița.
Echipa de fotbal s-a desființat după Al Doilea Război Mondial.

## Divizia A
| Sezon   | Jucate | V | E | I | Goluri | +/- | Puncte |
| ------- | ------ | - | - | - | ------ | --- | ------ |
| 1925–26 | 1      | – | – | 1 | 1:3    | −2  | 0p     |
| 1926–27 | 1      | – | – | 1 | 2:3    | −1  | 0p     |
| 1929–30 | 3      | 1 | 1 | 1 | 3:7    | −4  | 3p     |
| 1930–31 | 3      | 2 | – | 1 | 10:8   | +2  | 4p     |
| TOTAL   | 8      | 3 | 1 | 4 | 16:21  | −5  | 7p     |

## Palmares
Campionatul României
 Vicecampioni (1):  1930-31
  Divizia B
 Campioni (1):  1934-35